# Galina Zybinová
Galina Zybina (rusky Галина Ивановна Зыбина, 22. ledna 1931 Leningrad – 10. srpna 2024 tamtéž) byla sovětská atletka, olympijská vítězka ve vrhu koulí.

## Sportovní kariéra
Jejím prvním mezinárodním úspěchem byla bronzová medaile na mistrovství Evropy v roce 1950 v Bruselu v hodu oštěpem (výkonem 42,75 m). Na olympiádě v Helsinkách o dva roky později v této disciplíně skončila čtvrtá, zvítězila však ve vrhu koulí výkonem 15,28 m. Na dalším evropském šampionátu v Bernu v roce 1954 zvítězila v soutěži koulařek výkonem 15,65 m a vybojovala bronzovou medaili v hodu diskem. Z olympiády v Melbourne v roce 1956 si dovezla stříbrnou medaili z diskařského finále. V olympijském finále ve vrhu koulí v Římě roku 1960 skončila sedmá. Další medaili – tentokrát bronzovou – získala na mistrovství Evropy v roce 1962 v závodě koulařek. Poslední medaili (také bronzovou) z mezinárodních soutěží získala v Tokiu, když v olympijském závodě koulařek obsadila třetí místo.
Celkem osmkrát zlepšila světový rekord ve vrhu koulí, až na 16,76 m v roce 1956.

## Osobní rekordy
- Vrh koulí – 17,59 m (1964)
- Hod diskem – 48,62 m (1955)
- Hod oštěpem – 54,98 m (1958)